# بليتز (حاسوب)
جهاز بليتز هو نظام حاسوب سيمد (تعليمة واحدة على بيانات متعددة). وهو مكون من وحدة تحكم ومجموعة من المعالجات المتصلة ببعضها في توبولوجيا شبكية. وفي كل النظم أحادية التعليمات متعددة البيانات، تنفذ المعالجات تعليمات واحدة في أي وقت، ولكن كل منها في الجزء الخاص به من بيانات الإدخال.
تتضمن تطبيقات جهاز بليتزين معالجة الصور الرقمية السريعة؛ حيث يعمل كل معالج على عنصورة من الصورة المدخلة ويتواصل مع الصور المجاورة لها في الشبكة لتطبيق مرشحات معالجة الصور الموجودة على الصورة.
وهناك مكتبة برمجية تضاهي جهاز بليتزين متاحة لـ لغة سي البرمجية في إطار نظام تشغيل جنو مثل لينكس.